# ستار لاند فوكال باند
ستار لاند فوكال باند هي فرقة بوب أمريكية، اشتهرت بسبب واحدة من أغانيها ("Afternoon Delight")، حيث كانت من أكثر الأغاني الفردية مبيعًا في عام 1976.

## المهنة
في البداية تم إطلاق اسم فات سيتي (Fat City)، للزوجين الثنائي بيل دانوف وتافي نيفارت.
وقد قام الثنائي بيل دانوف وتافي نيفارت بكتابة أغنية (I Guess He'd Rather Be in Colorado)، تلتها أغنية (Take Me Home, Country Roads) مع المغنية وكاتبت الأغاني الأمريكية جون دنفر (John Denver)، حيث أشتهرت هذه الأغنية في عام 1971 ميلادي، وأصبحت أغنية رسمية عام 2014 في ولاية جورجينا الغربية.
وقد قام الثنائي بتسجيل ألبومين الأول بأسم فات سيتي (Fat city)(Reincarnation, Welcome To Fat City)، أما الثاني سمي ب(Bill & Taffy (Pass It On, Aces))، وقد أصدرت جميعها مابين عام 1969الى عام 1974.